# جک کولیسون
جک کولیسون (انگلیسی: Jack Collison؛ زادهٔ ۲ اکتبر ۱۹۸۸) یک بازیکن فوتبال اهل بریتانیا است.